# Kazimiera Iłłakowiczówna

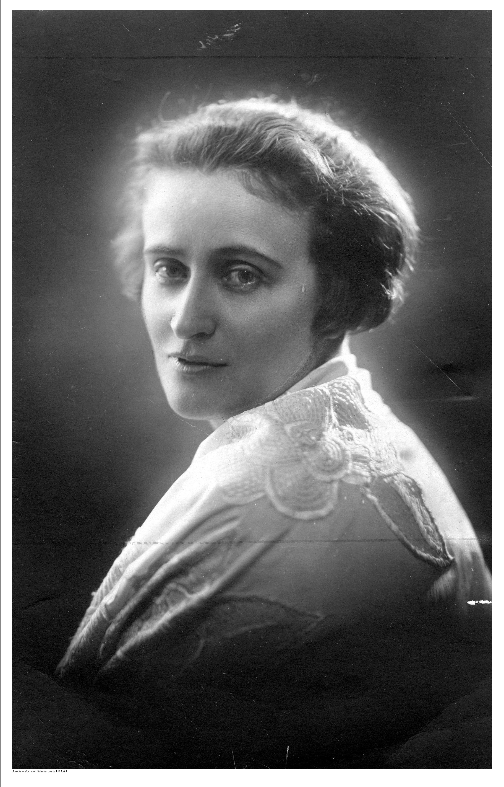
Kazimiera Iłłakowiczówna în 1928

Kazimiera Iłłakowiczówna (n. 6 august 1892, Vilna, Imperiul Rus – d. 16 februarie 1983, Poznań, Polonia) una dintre cele mai cunoscute poete poloneze. A fost o traducătoare prolifică de opere literare, a lucrat în Ministerul Afacerilor Externe și a fost secretara personală a Mareșalului Józef Piłsudski (1926-1935). Kazimiera Iłłakowiczówna și-a consacrat mulți ani cunoașterii sufletului românilor și promovării culturii românești în Polonia. Trei sunt momentele majore care o leagă de România: 1937 – la invitația organizațiilor de femei din România, a fost în mai multe orașe pentru a susține prelegeri despre Polonia și Mareșalul Piłsudski, 1939-1947 – urmare a evenimentelor din timpul celui al doilea război mondial, Transilvania a devenit a doua sa casă, 1965 – a făcut o călătorie sentimentală în România.

## Cărți de poezie
- Ikarowe loty (1911)
- Trzy struny (1917)
- Śmierć Feniksa (1922)
- Rymy dziecięce (1923)
- Połów (1926)
- Obrazy imion wróżebne (1926)
- Płaczący ptak (1927)
- Popiół i perły (1930)
- Słowik litewski (1936)
- Wiersze o Marszałku Piłsudskim 1912—1935 (1936)
- Wiersze bezlistne (1942)
- Lekkomyślne serce (1959)
- Wiersze dziecięce (1959)
- Szeptem (1966)
- Ta jedna nić. Wiersze religijne (1967)
- Liście i posągi (1968)
- Odejście w tło (1976)